# Weidende Pferde
Weidende Pferde ist der Bildtitel mehrerer Gemälde des deutschen Malers Franz Marc (1880–1916). Sie entstanden in den Jahren 1910 und 1911 und dokumentieren gemeinsam mit dem 1910 entstandenen Gemälde Blaues Pferd I den Übergang Marcs von einer naturnahen Farbgebung zum Expressionismus.

## Geschichte
An dem Motiv der weidenden Pferde in einer Landschaft lässt sich Marcs Vordringen zu einem eigenen Stil gut verfolgen. Über drei Jahre malte Marc Bilder mit diesem Motiv, bis er mit Die roten Pferde 1911 zu seiner spezifischen expressionistischen Ausdrucksweise fand.
Mit dem Malen von weidenden Pferden hatte Marc 1908 bei einem Aufenthalt mit Maria Franck, seiner späteren Ehefrau, in Lenggries begonnen. Diese schrieb später:

„Er ging immer den Pferden nach, beobachtete sie und ‚lernte auswendig‘, wie er das nannte, – dann kehrte er zur Staffelei zurück und malte weiter.“

Damals entstand das etwa 1 × 2 Meter große Gemälde Großes Pferdebild Lenggries I, das sich in Privatbesitz befindet. Es zeigt ausschnitthaft eine Gruppe von vier relativ eng zusammenstehenden Pferden. Weidende Pferde zeigen auch die 1909 entstandenen Bilder Große Landschaft I, das eine Gruppe von Pferden in ähnlicher Anordnung wie bei dem Lenggrieser Pferdebild zeigt, und Kleines Pferdebild. 
Nach der Umsiedlung mit Maria Franck 1910 nach Sindelsdorf ließ Marc auf einer Pferdeweide einen Verschlag bauen, um die großen Leinwände, die er für seine Pferdebilder brauchte, dort unterzubringen. Einige der damals entstandenen Gemälde zerstörte Marc jedoch wieder. In diesem und dem folgenden Jahr schuf Marc verschiedene Fassungen der Weidenden Pferde.

## Fassungen

### Weidende Pferde I
Die erste Fassung entstand 1910 und ist mit Ölfarbe auf Leinwand gemalt. Das Bild ist 64 cm hoch und 94 cm breit. Es ist Bestandteil der Sammlung der Städtischen Galerie im Lenbachhaus in München, die es 1959 durch eine Schenkung erhielt.
Das Bild zeigt eine Gruppe von vier Pferden in einer hügeligen Landschaft. Die Pferde nehmen den Großteil der Bildfläche ein. Sie sind naturalistisch dargestellt, während die Landschaft lediglich durch eine in Gelb-Grün-Tönen gehaltene gebogene Fläche angedeutet ist. Der Bildhintergrund ist in blau-violetten Farbtönen gehalten. 
Die naturalistische Darstellung der Tierkörper zeugt von dem intensiven Naturstudium Marcs. Das Bild lässt aber auch sein Bemühen um eine rhythmische Anordnung und kompositionelle Einheit erkennen. Das im Bildhintergrund nach hinten in die Landschaft gewandte Pferd gibt der Pferdegruppe eine neuartige Einbindung in die Umgebung.

### Weidende Pferde II
Von der zweiten Fassung ist nur ein 34 cm hohes und 92,5 cm breites Fragment erhalten. Wie die erste Fassung entstand sie 1910 und ist mit Ölfarbe auf Leinwand gemalt. Das Bild ist Bestandteil der Sammlung der Staatsgalerie Stuttgart.
Bildaufbau und Farbgebung entsprechen im Wesentlichen der ersten Fassung.

### Weidende Pferde III
Auch die dritte Fassung entstand 1910 und ist mit Ölfarbe auf Leinwand gemalt. Das Bild wurde 1934 für die Düsseldorfer Galerie der Neuzeit aus Privatbesitz im Tausch erworben, im Jahr 1937 wegen Schwierigkeiten mit Stellen nationalsozialistischer Kulturpolitik in den Kunsthandel veräußert und befindet sich heute wieder in Privatbesitz.
Der Bildaufbau entspricht im Wesentlichen der ersten Fassung. Die Farben sind jedoch wesentlich kräftiger und kontrastreicher und mit breitem Pinselstrich flächiger aufgetragen. 
Für das Bild wurde 2008 bei einer Versteigerung durch Sotheby’s eine Rekordsumme von umgerechnet 16,5 Millionen Euro erzielt.

### Weidende Pferde IV
Die vierte, 1911 entstandene Fassung, auch Die roten Pferde genannt, ist ebenfalls mit Ölfarbe auf Leinwand gemalt. Das Bild ist 121 cm hoch und 183 cm breit. Es ist Bestandteil der Sammlung des Busch-Reisinger Museums in Cambridge, Massachusetts, das zu den Harvard Art Museums der Harvard University zählt.
Im Herbst 1911 wurde das Gemälde in einer Ausstellung der Galerie Thannhauser in München gezeigt. Im November dieses Jahres erwarb es der Sammler Karl Ernst Osthaus für das Folkwang-Museum in Hagen. Die Nationalsozialisten entfernten das Gemälde 1937 als Entartete Kunst aus der Sammlung und ließen es über eine Schweizer Galerie verkaufen. Der Diplomat und Sammler Paul E. Geier erwarb das Gemälde 1939. Nach seinem Tod 1981 erbte es seine Frau Gabriele und überließ es ab 1991 leihweise dem Busch-Reisinger Museum. Aus ihrem Nachlass wurde es 2014 endgültig dem Museum übereignet.
Das Gemälde unterscheidet sich in Bildaufbau und Farbgebung deutlich von seinen Vorgängerversionen. Marc selbst beschrieb das Bild während seiner Entstehung folgendermaßen: 

„Ich habe noch ein großes Bild mit 3 Pferden in der Landschaft, ganz farbig von einer Ecke zur anderen, angefangen, die Pferde im Dreieck aufgestellt. Die Farben sind schwer zu beschreiben. Im Terrain reiner Zinnober neben reinem Kadmium und Kobaltblau, tiefem Grün und Karminrot, die Pferde gelbbraun bis violett.“

Das vollendete Bild zeigt die Pferde jedoch in kräftigem Rot. Während die Anordnung der vier Pferde in den früheren Fassungen eher zufällig und natürlich wirkt, entsprechen Anordnung und Haltung der drei roten Pferde deutlich einer kompositorischen Absicht, der Aufstellung im Dreieck. Die Farbgebung ist nicht mehr naturalistisch, sondern arbeitet mit Ausdrucksfarben, wie sie im Expressionismus häufig verwendet wurden.

## Galerie

frühere Pferdebilder
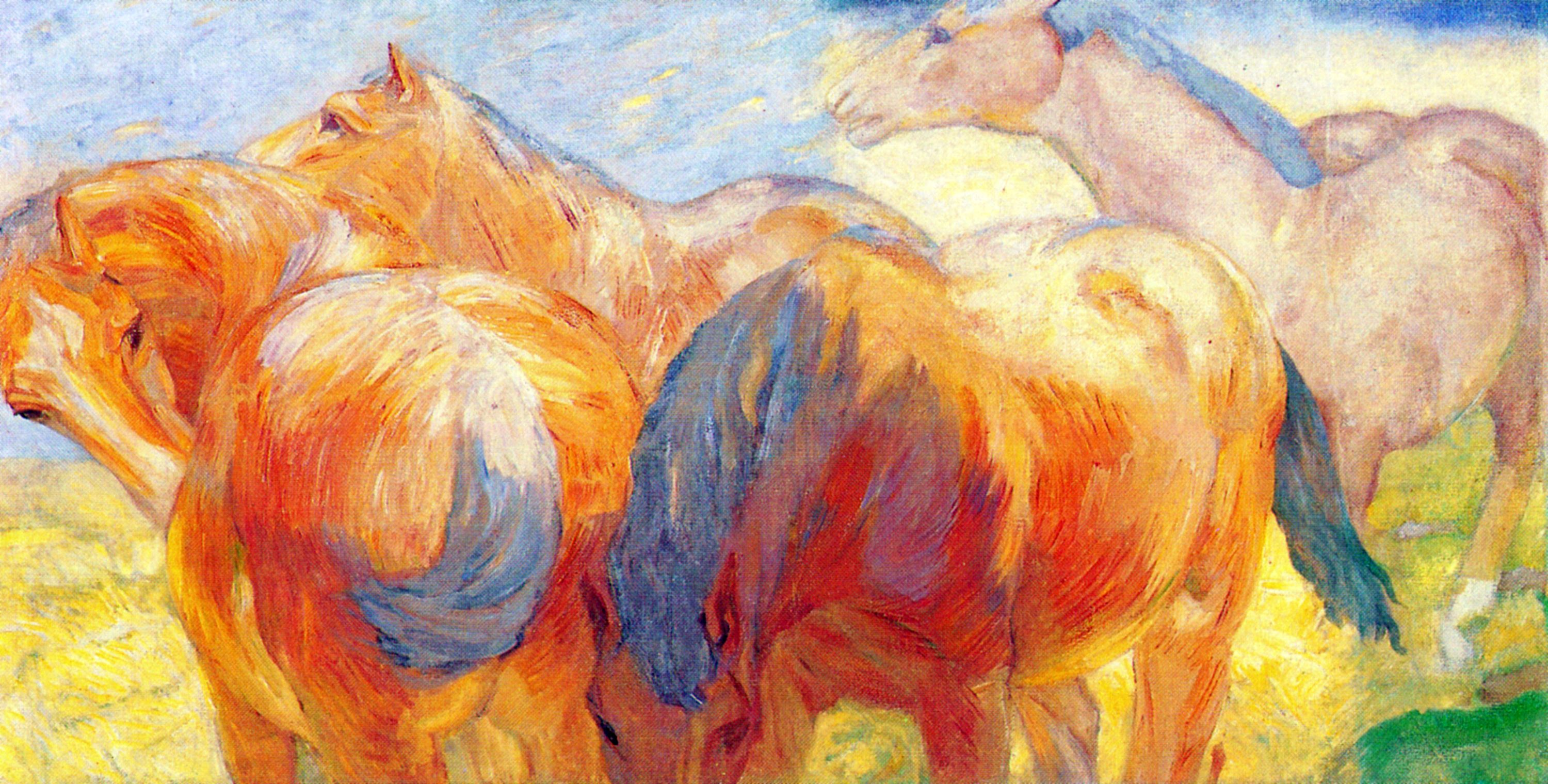
Großes Pferdebild Lenggries I, 1908
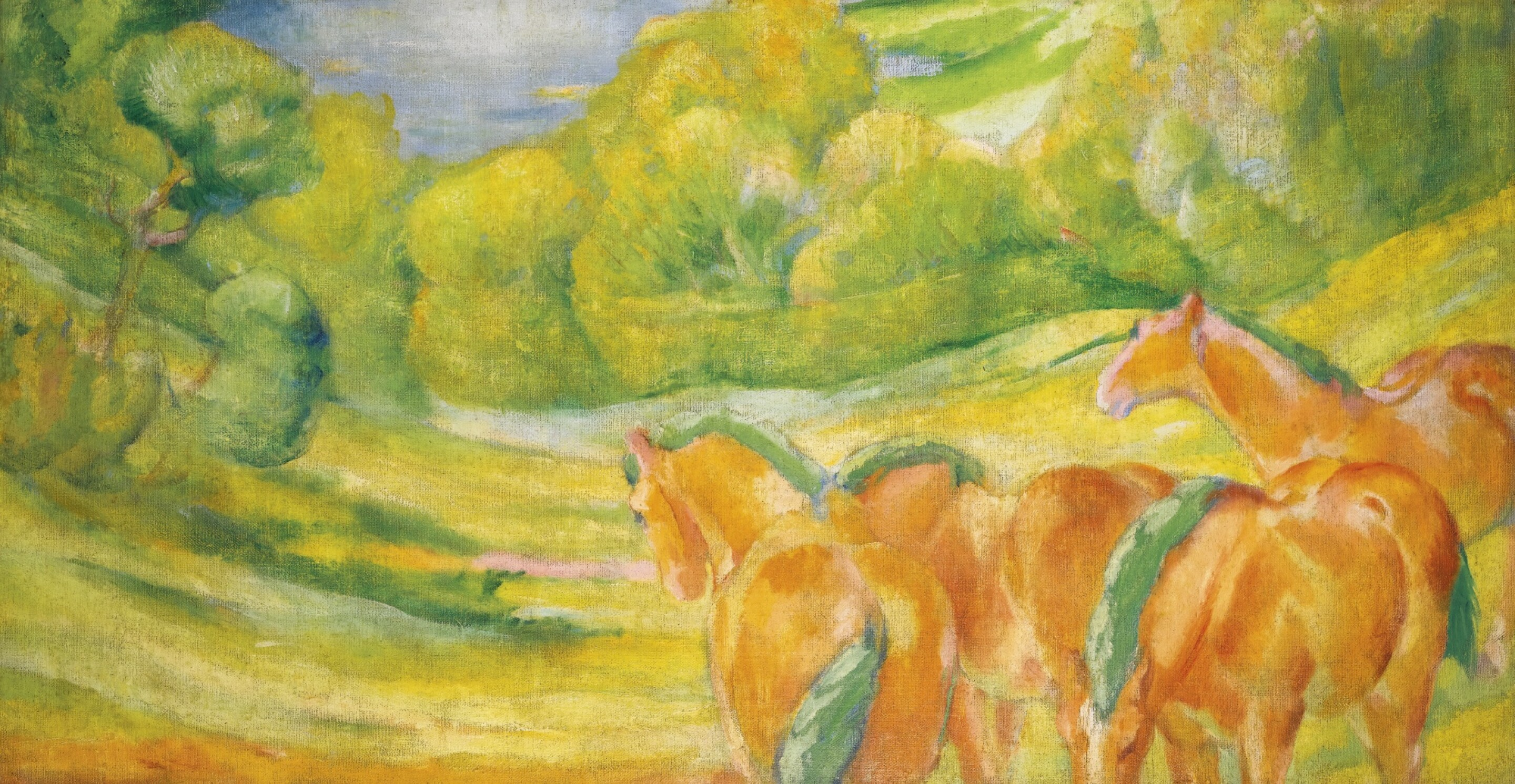
Große Landschaft I, 1909
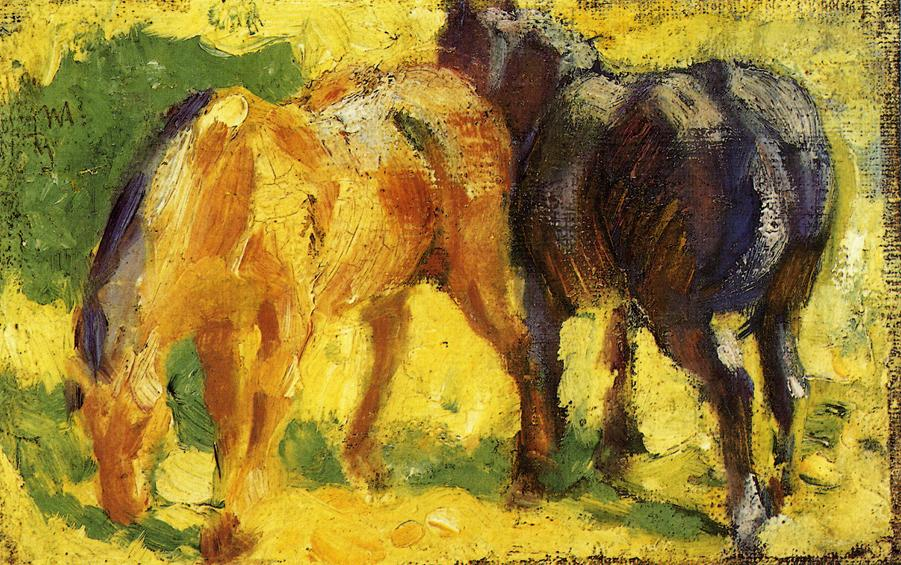
Kleines Pferdebild, 1909